# Maurice Allais
Maurice Félix Charles Allais (Pariz, 31. svibnja 1911. – Saint-Cloud, 9. listopada 2010.) bio je francuski ekonomist, fizičar, matematičar i pionir matematičke ekonomije, poznat po brojnim doprinosima na područjima makroekonomije, bihevioralne ekonomije, gravitacije, elektromagnetizma i posebne teorije relativnosti. Za svoj na području tržišne i analitičke ekonomije 1988. dobio je Nobelovu nagradu za ekonomiju, a više puta bio je i kandidat za Nobelovu nagradu za fiziku.

## Životopis
Rođen je 31. svibnja 1911. godine u Parizu, u sirmoašnoj trgovačkoj obitelji. Roditelji su mu posjedovali trgovinu sirom, dok mu je djed bio stolar. U kolovozu 1914. njegov otac pozvan je u vojsku i poslan na gradnicu s Njemačkom. Tamo su ga Nijemci zarobili i ubili 27. ožujka 1915., što ga je prema vlastitim riječima obilježilo za cijeli život. I kasnije se u svojim rijetkim političkim istupima zalagao za mirno rješenje svih sukoba.
Na prestižnom liceju Lakanal 1928. maturirao je latinski jezik i prirodoslovlje, a godinu kasnije matematiku i fiziku. Tehničke znanosti diplomirao je na Politehničkoj školi, nakon čega je radio kao profesor na nekoliko pariških fakulteta. Završetkom Drugog svjetskog rata postaje ravnatelj Ekonomskog analitičkog centra, a 1949. doktorirao je makroekonomiju i bihevoralnu ekonomiju na Pariškom sveučilištu i dobio naslov doktora-inženjera. Predavao je i na institutu za međunarodne i razvojne studije u Ženevi i radio kao državni službenik na Rudarskom institutu.

## Ekonomija
Značajne doprinose na području ekonomije ostvario je u teoriji odluke (izbora) i monetarne politike. Svoje radove objavljene na francuskom samostalno je prevodio na engleski i objavljivao u više francuskih, engleskih i američkih znanstvenih časopisa. Njegova djela i znanstvene radove uvelike je popularizirao američki ekonomist Paul Samuelson, koji je svoje teorije temeljio na Allaisovim učenjima. Unatoč tome, sve do početka 21. stoljeća njegovo ime, unatoč brojnim doprinosima, nije bilo često spominjano u engleskoj znanstvenoj bibliografiji i time bilo nedostupno širim znanstvenim krugovima.
Isprva je proučavao teoriju opće ekonomske ravnoteže, ali se vrlo brzo okrenuo praktičnim empirijskim motivacijama i prirodnim znanstvenim pristupima kao spoznajnim predmetima kao i metodama ekonomike. Još za vrijeme svog praktično-profesionalnog djelovanja, za trajanja Drugog svjetskog rata, napisao je dva znanstveno-istraživačka rada koja su pobudila veliko zanimanje francuskih ekonomista, ali i ostalih znanstvenika. Ipak, zbog vihora sveopćeg ratnog sukoba, njegovi radovi pali su u drugi plan i nisu uspjeli doći u širu javnost. No, drugi razlog male potražnje za njegovim radovima ležao je i u njegovoj staromodnosti; svoja otkrića objavljivao je u monografijama ili dugačkim člancima, prezirući mogućnost da ih propagira mnogobrojnim kraćim člancima u engleskoj stručnoj literaturi.
Njegova najvažnija djela mogla bi se grupirati u četiri područja: ravnoteža i efikasnost, kapital i rast, novac, odlučivanje kod nesigurnosti.